# Gårbarken
Gårbarken är en sjö i Sala kommun i Västmanland och ingår i Dalälvens huvudavrinningsområde. Sjön har en area på 0,388 kvadratkilometer och ligger 89,1 meter över havet. Sjön avvattnas av vattendraget Bergshyttån.

## Delavrinningsområde
Gårbarken ingår i det delavrinningsområde (666024-153099) som SMHI kallar för Ovan Liljansboån. Medelhöjden är 99 meter över havet och ytan är 32,28 kvadratkilometer. Det finns ett avrinningsområde uppströms, och räknas det in blir den ackumulerade arean 40,76 kvadratkilometer. Bergshyttån som avvattnar avrinningsområdet har biflödesordning 2, vilket innebär att vattnet flödar genom totalt 2 vattendrag innan det når havet efter 116 kilometer. Avrinningsområdet består mestadels av skog (66 procent) och jordbruk (17 procent). Avrinningsområdet har 0,39 kvadratkilometer vattenytor vilket ger det en sjöprocent på 1,2 procent.